# Plagionotulus dubius
Plagionotulus dubius là một loài bọ cánh cứng trong họ Cerambycidae.